# Tổng cục Quân huấn, Quân lực Việt Nam Cộng Hòa
Tổng cục Quân huấn, trực thuộc Bộ Tổng Tham mưu, có nhiệm vụ tổ chức, điều hành, phối trí và chuyên về huấn luyện, đào tạo từ cấp Binh sĩ đến Hạ sĩ quan ngạch Trừ bị và Đặc biệt, Sĩ quan ngạch Hiện dịch, Trừ bị và Đặc biệt cho Quân lực Việt Nam Cộng hòa. Chú trọng tích cực việc huấn luyện Căn bản Quân sự, Chiến thuật và Quân kỷ cho các lớp khóa sinh. Ngoài ra, Tổng cục còn tổ chức những khóa chuyên tu về nghiệp vụ cho mọi phương diện và lĩnh vực theo điều luật của Quân đội, các khóa bổ túc Quân sự và Chiến thuật cho các đơn vị từ cấp Đại đội trở lên. Đặc biệt còn mở ra các lớp huấn luyện và bồi dưỡng chiến thuật cho Sĩ quan các cấp theo học lớp Chỉ huy và Tham mưu. Tổng cục trưởng Quân huấn đồng thời kiêm giữ chức Tham mưu phó Huấn luyện tại Bộ Tổng Tham mưu. Tổng cục chia ra thành nhiều đơn vị trực thuộc theo hàng dọc để dễ điều hành.

## Lịch sử hình thành
Sau Hiệp định Genève 20 tháng 7 năm 1954, việc huấn luyện do Phòng Quân huấn thuộc Bộ Tổng Tham mưu đảm trách tổ chức lại cho phù hợp với hiện tình Quân đội.
Các Quân trường và Trung tâm huấn luyện hoạt động đặt nặng vào hai lĩnh vực:
-Huấn luyện Tân binh hoàn hảo cá nhân và đơn vị.
-Huấn luyện tại chỗ hành quân, thao dượt các đơn vị cấp Tiểu đoàn, Trung đoàn và Đại đơn vị.
Bộ Tổng tham mưu rút tỉa kinh nghiệm, quan niệm một Quân nhân có thể chiến đấu giỏi nếu họ được huấn luyện đầy đủ và có một tinh thần Kỷ luật cao.
Hệ thống tổ chức Quân lực Việt Nam Cộng hòa mỗi ngày thêm lớn mạnh nên việc huấn luyện đòi hỏi cần phải cải tiến rộng lớn. Năm 1964, Tổng cục Quân huấn được thành lập để thay thế Phòng Quân huấn tại Bộ Tổng Tham mưu.
Từ đó, việc huấn luyện được chú trọng nhiều hơn trong việc đào tạo Sĩ quan hiện dịch, Trừ bị, Hạ sĩ quan và Binh sĩ cho các Quân, Binh chủng cùng huấn luyện đặc biệt về các lãnh vực: tham mưu, kỹ thuật và chuyên môn cho Quân nhân trong Quân lực.
Ngoại trừ Trường Cao đẳng Quốc phòng trực thuộc Bộ Quốc phòng. Còn lại các Quân trường và Trung tâm Huấn luyện đều đặt dưới sự điều hành và giám sát của Tổng cục Quân huấn thuộc Bộ Tổng tham mưu và nhiều Quân trường, Trung tâm Huấn luyện cấp Sư đoàn, các Quân, Binh chủng chuyên môn.

## Cơ cấu tổ chức
1. Văn phòng Tổng cục trưởng
2. Sở điều hành
3. Sở Nghiên huấn
4. Sở Hành chính Yểm trợ

## Bộ chỉ huy Tổng cục tháng 4/1975
| Stt | Họ và Tên                       | Cấp bậc     | Chức vụ         | Chú thích |
| --- | ------------------------------- | ----------- | --------------- | --------- |
| 1   | Nguyễn Bảo Trị Võ khoa Nam Định | Trung tướng | Tổng cục trưởng |           |
| 2   | Đặng Đình Thụy Võ bị Huế K2     | Đại tá      | Tổng cục phó    |           |
| 3   | Phạm Tất Thông Võ bị Đà Lạt K3  | Đại tá      | Tham mưu trưởng |           |

## Đơn vị trực thuộc Tổng cục tháng 4/1975
| Stt | Tên Trường Trung tâm Huấn luyện                                 | Họ và tên Chỉ huy trưởng                | Cấp bậc     | Chú thích |
| --- | --------------------------------------------------------------- | --------------------------------------- | ----------- | --- |
| 1   | Trường Chỉ huy và Tham mưu Tọa lạc tại Biên Hòa                 | Phan Trọng Chinh Võ bị Đà Lạt K5        | Trung tướng | |
| 2   | Trường Võ bị Quốc gia Tọa lạc tại Đà Lạt                        | Lâm Quang Thơ Võ bị Đà Lạt K3           | Thiếu tướng | |
| 3   | Trường Bộ binh Thủ Đức Tọa lạc tại Huấn khu Thủ Đức             | Trần Đức Minh Võ khoa Thủ Đức K3p       | Đại tá      | Đầu tháng 4/1975, Trung tướng Nguyễn Vĩnh Nghi đi nhận chức vụ Tư lệnh phó Quân đoàn III kiêm Tư lệnh Bộ Tư lệnh Tiền phương phòng tuyến Phan Rang. Đại tá Trần Đức Minh thay thế chức vụ Chỉ huy trưởng. |
| 4   | Trường Thiếu sinh quân Tọa lạc tại Vũng Tàu                     | Ngô Văn Doanh Võ bị Đà lạt              | Trung tá    | |
| 5   | Trường Hạ sĩ quan Tọa lạc tại Nha Trang                         | Phạm Quốc Thuần Võ bị Đà Lạt K5         | Trung tướng | |
| 6   | Trường Quân y Tọa lạc tại Sài Gòn                               | Hoàng Cơ Lân Đại học Quân y Sài Gòn     | Đại tá      | |
| 7   | Trường Tổng Quản trị Tọa lạc tại Sài Gòn                        | Nguyễn Sĩ Túc Võ bị Địa phương Bắc Việt | Đại tá      | |
| 8   | Trường Thiết giáp Tọa lạc tại Huấn khu Thủ Đức                  | Huỳnh Văn Tám Võ khoa Thủ Đức           | Đại tá      | |
| 9   | Trường Truyền tin Tọa lạc Vũng Tàu                              | Cao Mạnh Thắng Võ bị Đà Lạt K3          | Đại tá      | |
| 10  | Trường Pháo binh Tọa lạc tại Huấn khu Dục Mỹ                    | Hồ Sĩ Khải Võ khoa Thủ Đức K3           | Đại tá      | |
| 11  | Trường Tiếp vận Tọa lạc tại Gia Định                            | Trần Văn Lễ Võ khoa Thủ Đức K1          | Đại tá      | |
| 12  | Trường Công binh Tọa lạc tại Gia Định                           | Nguyễn Văn Tám Võ khoa Thủ Đức K1       | Đại tá      | |
| 13  | Trường Sinh ngữ Quân đội Tọa lạc tại Sài Gòn                    | Trịnh Đình Phi Võ khoa Thủ Đức K3       | Đại tá      | |
| 14  | Trường Nữ Quân nhân Tọa lạc tại Gia Định                        | Hồ Thị Vẻ SQ Nữ Quân nhân K2            | Trung tá    | |
| 15  | Trung tâm Huấn luyện Hải Quân Tọa lạc tại Nha Trang             | Nguyễn Thanh Châu Hải quân Nha Trang K3 | Chuẩn tướng | Phó Đề đốc Hải quân |
| 16  | Trung tâm Huấn luyện Không quân Tọa lạc tại Nha Trang           | Nguyễn Ngọc Oánh Võ bị Đà Lạt K3        | Chuẩn tướng | |
| 17  | Trung tâm Huấn Quang Trung Tọa lạc tại Gia Định                 | Trần Bá Di Võ bị Đà Lạt K5              | Thiếu tướng | |
| 18  | Trung tâm Huấn luyện Đống Đa Tọa lạc tại Huế                    | Đỗ Trọng Thuần Võ bị Đà Lạt K3          | Đại tá      | |
| 19  | Trung tâm Huấn luyện Lam Sơn Tọa lạc tại Huấn khu Dục Mỹ        | Nguyễn Hữu Toán Võ khoa Nam Định        | Đại tá      | Kiêm Chỉ huy trưởng Huấn khu Dục Mỹ |
| 20  | Trung tâm Huấn luyện Vạn Kiếp Tọa lạc tại Bà Rịa                | Nguyễn Bá Thịnh Võ bị Đà Lạt K8         | Đại tá      | |
| 21  | Trung tâm Huấn luyện Chi Lăng Tọa lạc tại Châu Đốc              | Mã Sanh Nhơn Võ khoa Thủ Đức            | Đại tá      | |
| 22  | Trung tâm Huấn luyện Biệt động quân Tọa lạc tại Huấn khu Dục Mỹ | Nguyễn Văn Đại Võ bị Đà Lạt K5          | Đại tá      | |
| 23  | Trung tâm Huấn luyện Hòa Cầm Tọa lạc tại Đà Nẵng                | Trương Như Phùng Võ bị Đà Lạt K8        | Đại tá      | |

Với sự lớn mạnh về tổ chức cũng như điều hành huấn luyện quân nhân Quân lực Việt Nam Cộng hòa tùy theo cấp bậc có đầy đủ khả năng về lãnh đạo chỉ huy, am tường các lãnh vực tham mưu, kỹ thuật và tác chiến để hoàn thành nhiệm vụ tốt đẹp, hữu hiệu cho một Quân đội tân tiến.

## Tổng cục trưởng qua các thời kỳ
| Stt | Họ và tên                        | Cấp bậc     | Tại chức       | Chú thích                                                         |
| --- | -------------------------------- | ----------- | -------------- | ----------------------------------------------------------------- |
| 1   | Tôn Thất Đính Võ bị Huế K1       | Trung tướng | 1964-1966      | Giải ngũ năm 1966                                                 |
| 2   | Nguyễn Văn Vỹ                    | Thiếu tướng | 6/1966-11/1966 | Sau cùng là Trung tướng Tổng trưởng Quốc Phòng                    |
| 3   | Lữ Lan Võ bị Đà Lạt K3           | Thiếu tướng | 1966-1968      | Sau cùng là Trung tướng Chỉ huy trưởng Trường Cao đẳng Quốc phòng |
| 4   | Vĩnh Lộc Võ bị Lục quân Pháp     | Trung tướng | 1968-1969      | Sau cùng giữ chức Tổng tham mưu trưởng                            |
| 5   | Phan Trọng Chinh Võ bị Đà Lạt K5 | Trung tướng | 1969-1974      | Sau cùng giữ chức Chỉ huy trưởng trường Chỉ huy và Tham mưu       |
| 6   | Nguyễn Bảo Trị Võ khoa Nam Định  | Trung tướng | 1974-1975      |                                                                   |

## 1975
Ngành "Huấn luyện Quân sự" cũng như tất cả các đơn vị thuộc Quân lực Việt nam Cộng hòa, vào những ngày của tháng 3 đối với Quân khu 1 và 2, tháng 4 đối với Quân khu 3 và 4 đã tự rã ngũ và di tản.